# リズム&ヒューズ・スタジオ
リズム&ヒューズ・スタジオ（Rhythm & Hues Studios）は、かつて存在したアメリカ合衆国のVFX制作会社である。アメリカ国内のVFX会社の中では最も古参の部類であり、設立当時から可能な限り自社開発ツールによるVFX制作を行っていた。また、社長のジョン・ヒューズは同社を立ち上げた創業メンバーのうちの一人でもある。

## 概要
映像作家ロバート・エイブルが設立したプロダクション「ロバート・エイブル&アソシエイツ」の社員であったキース・ゴールドファーブ、ポーリーン・ツォ、ジョン・ヒューズ、チャールズ・ギブソン、フランク・ワッツ、クリフ・ブールら6人によって1987年に設立された。当初は主にテレビCMやテーマパーク映像を手掛けていたが、その頃から高品質な映像を制作する技術を武器にしていた。特に1993年にコカ・コーラ社の広告キャンペーンとして展開された白熊の登場するCMシリーズでは、当時まだ珍しかったリアルな白熊のCGで注目を集めた。以来、『マウス・ハント』(1997年)、『スクービー・ドゥー』(2002年)、『ガーフィールド』(2004年)、『アルビン/歌うシマリス3兄弟』(2007年)などといった動物が主人公の映画作品で優れたVFXを世に贈り出し、動物やアニメーションに強い会社として認知されるようになった。一方で、ハリウッド作品での大規模なVFXも手掛けており、これまでにアカデミー視覚効果賞を3度受賞している。また、勤続歴の長い社員が比較的多いことでも知られている。
社名は音楽のリズム・アンド・ブルースの「ブルース」をもじり、ジョン・ヒューズの姓名「Hughes」(ヒューズ)と同音であり、別の単語で色相を意味する「Hues」(ヒューズ)に変更したもの。
かつてはアメリカ国外に、バンクーバー(カナダ)、ハイデラバードおよびムンバイ(インド)、サイバージャヤ(マレーシア)、高雄(台湾)の計5つの制作拠点を構えていたが、2020年には本社を除くすべてのオフィスが閉鎖されている。

## 歴史
- 1987年：キース・ゴールドファーブら6人のメンバーがリズム&ヒューズ・スタジオを創立。ハリウッドのシカモア通りに本社を構える[2]。

- 1993年：コカ・コーラ社が展開した広告キャンペーンの一環として放送されたCM「白熊シリーズ」での仕事で実績を得る。

- 1995年：カリフォルニア州ロサンゼルスのプラヤビスタに本社を移転。同年、『ベイブ』における業績が認められアカデミー視覚効果賞を受賞した。

- 1998年：PlayStation用のアクションアドベンチャーゲーム、『Eggs of Steel: Charlie's Eggcellent Adventure（邦題：ハローチャーリー!! ）』を開発。

- 1999年3月3日：20世紀フォックスが当時保有していたVFX会社VIFXを買収[5]。同社のHoudiniチームはのちにリズム&ヒューズのエフェクト部門となる[2]。

- 2001年：インド・ムンバイに初の海外オフィスを設立。

- 2007年：『ライラの冒険/黄金の羅針盤』でのVFXにより、2度目のアカデミー視覚効果賞を受賞。同年、インド・ハイデラバードに制作オフィスを設立。

- 2009年：マレーシア・サイバージャヤに制作オフィスを設立。

- 2010年5月14日：ロサンゼルスの西側に位置する都市エルセグンドに新社屋を購入、プラヤビスタより本社を移転[6]。

- 2011年：カナダ・バンクーバー、台湾・高雄に制作オフィスを設立[2]。同年、台湾経済部の協力のもと映画基金を設立する協定に調印[7]。

- 2012年：台湾の電気通信企業・中華電信およびパソコンメーカー大手クアンタ・コンピュータとの提携によりクラウドコンピューティング施設CAVE(Cloud Animation and Visual Effects)を設立する協定に調印[8][9]。同年4月25日に創立25周年を迎える[2]。

- 2013年：経営状態の悪化に加え、インドの大手VFX制作会社プライム・フォーカス社から2000万ドルの融資を得るために行なっていた交渉が決裂。同年2月、連邦倒産法第11章により倒産[10]。その後、『ライフ・オブ・パイ/トラと漂流した227日』でのVFXにより、第85回アカデミー賞において3度目のアカデミー視覚効果賞を含む11部門で受賞。3月、売却先を決定するオークションにて、同じくロサンゼルスに本社を置くプラナ・スタジオ社が1780万ドルで落札[11][12]。同社の関連会社により買収される[13]。

- 2020年 - 2021年：本社を除き海外オフィスが閉鎖。のちに会社サイトも閉鎖。

## ドキュメンタリー『Life After Pi』
2014年2月25日、リズム&ヒューズ・スタジオのスタッフ2人が自主制作のドキュメンタリー動画『Life After Pi』をYouTubeにて公開した。この30分の動画ではヒューズ社長も含むスタッフらの証言を交えながら、同社が設立してから倒産するまでの経緯を辿り、同時にアメリカのVFX業界が抱える問題を指摘するという内容になっている。

## 参加作品
※IMDbの情報より参照。

### 映画
1991年～1999年まで
- 1991年『イントルーダー 怒りの翼』 Flight of the Intruder
- 1992年『ル・ビジョナリアム（アトラクション）』
- 1995年『ウォーターワールド』 Waterworld
- 1995年『ベイブ』（アカデミー視覚効果賞受賞）Babe
- 1996年『ナッティ・プロフェッサー クランプ教授の場合』 The Nutty Professor
- 1997年『バットマン&ロビン Mr.フリーズの逆襲』 Batman & Robin
- 1997年『スピード2』Speed 2: Cruise Control
- 1997年『スポーン』 Spawn
- 1997年『マウス・ハント』 Mousehunt
- 1998年『ベイブ/都会へ行く』 Babe: Pig in the City
- 1999年『ノイズ』 The Astronaut's Wife
- 1999年『エンド・オブ・デイズ』 End of Days
- 1999年『スチュアート・リトル』 Stuart Little
- 1999年『グリーンマイル』 The Green Mile
- 1999年『アンナと王様』 Anna and the King
- 1999年『ファンタジア2000』 Fantasia/2000

2000年代
- 2000年『フリントストーン2/ビバ・ロック・ベガス』 The Flintstones in Viva Rock Vegas
- 2000年『バトルフィールド・アース』 Battlefield Earth: A Saga of the Year 3000
- 2000年『X-メン』 X-Men
- 2000年『悪いことしましョ!』 Bedazzled
- 2000年『シックス・デイ』 The 6th Day
- 2000年『グリンチ』 How the Grinch Stole Christmas
- 2000年『スパイダー』 Along Came a Spider
- 2001年『キャッツ&ドッグス』 Cats & Dogs
- 2001年『PLANET OF THE APES/猿の惑星』 Planet of the Apes
- 2001年『ハリー・ポッターと賢者の石』 Harry Potter and the Philosopher's Stone
- 2001年『エネミーライン』 Behind Enemy Lines
- 2001年『ロード・オブ・ザ・リング』 The Lord of the Rings: The Fellowship of the Ring
- 2002年『トータル・フィアーズ』 The Sum of All Fears
- 2002年『スクービー・ドゥー』 Scooby-Doo
- 2002年『メン・イン・ブラック2』 Men in Black ll
- 2002年『スチュアート・リトル2』 Stuart Little 2
- 2002年『ザ・リング』 The Ring
- 2002年『ソラリス』 Solaris
- 2003年『デアデビル』 Daredevil
- 2003年『X-MEN2』 X2
- 2003年『ディボース・ショウ』 Intolerable Cruelty
- 2003年『ハットしてキャット』 The Cat in the Hat
- 2003年『ロード・オブ・ザ・リング/王の帰還』 The Lord of the Rings: The Return of the King
- 2004年『スクービー・ドゥー2 モンスター パニック』 Scooby-Doo 2: Monsters Unleashed
- 2004年『リディック』 The Chronicles of Riddick
- 2004年『ガーフィールド』 Garfield
- 2004年『80デイズ』 Around the World in 80 Days
- 2004年『フライト・オブ・フェニックス』 Flight of the Phoenix
- 2005年『エレクトラ』 Elektra
- 2005年『ザ・リング2』 The Ring Two
- 2005年『ザ・インタープリター』 The Interpreter
- 2005年『ロンゲスト・ヤード』 The Longest Yard
- 2006年『ナルニア国物語/第1章:ライオンと魔女』（アカデミー視覚効果賞ノミネート） The Chronicles of Narnia: The Lion, The Witch, and the Wardlobe
- 2006年『X-MEN:ファイナル ディシジョン』 X-Men: The Last Stand
- 2006年『ワイルドスピードX3 TOKYO DRIFT』 The Fast and the Furious: Tokyo Drift
- 2006年『スーパーマン リターンズ』 Superman Returns
- 2006年『ハッピー フィート』 Happy Feet
- 2006年『シャーロットのおくりもの』 Charlotte's Web
- 2006年『ナイト ミュージアム』 Night at the Museum
- 2006年『エバン・オールマイティ』 Evan Almighty
- 2007年『キングダム 見えざる敵』 The Kingdom
- 2007年『光の六つのしるし』 The Seeker: The Dark is Rising
- 2007年『ライラの冒険 黄金の羅針盤』（アカデミー視覚効果賞受賞）The Golden Compass
- 2007年『アルビン/歌うシマリス3兄弟』 Alvin and the Chipmunks
- 2008年『インクレディブル・ハルク (映画)』 The Incredible Hulk
- 2008年『ハムナプトラ3 呪われた皇帝の秘宝』 The Mummy: Tomb of the Dragon Emperor
- 2009年『ワイルド・スピード MAX』 Fast & Furious
- 2009年『消されたヘッドライン』 State of Play
- 2009年『屋根裏のエイリアン』 Aliens in the Attic
- 2009年『ナイトミュージアム2』 Night at the Museum: Battle of the Smithsonian
- 2009年『マーシャル博士の恐竜ランド』 Land of the Lost
- 2009年『きみがぼくを見つけた日』 The Time Traveler's Wife
- 2009年『ダレン・シャン』 Cirque du Freak: The Vampire's Assistant
- 2009年『アルビン2 シマリス3兄弟 vs. 3姉妹』 Alvin and the Chipmunks: The Squeakquel

2010年～現在
- 2010年『パーシー・ジャクソンとオリンポスの神々』 Percy Jackson & the Olympians: The Lightning Thief
- 2010年『ウルフマン』 The Wolfman
- 2010年『サーフィン ドッグ』 Marmaduke
- 2010年『オフロでGO!!!!! タイムマシンはジェット式』 Hot Tub Time Machine
- 2010年『特攻野郎Aチーム THE MOVIE』 The A-Team
- 2010年『ナイト&デイ』 Knight and Day
- 2010年『きみがくれた未来』 Charlie St. Cloud
- 2011年『X-MEN:ファースト・ジェネレーション』 X-Men: First Class
- 2011年『赤ずきん』 Red Riding Hood
- 2011年『ヨギ & ブーブー わんぱく大作戦』 Yogi Bear
- 2011年『マネーボール』 Moneyball
- 2011年『イースターラビットのキャンディ工場』 Hop
- 2011年『空飛ぶペンギン』 Mr. Popper's Penguins
- 2011年『アルビン3 シマリスたちの大冒険』 Alvin and the Chipmunks: Chipwrecked
- 2012年『クロニクル』 Chronicle
- 2012年『だれもがクジラを愛してる。』 Big Miracle
- 2012年『キャビン』 The Cabin in the Woods
- 2012年『スノーホワイト』 Snow White & the Huntsman
- 2012年『ハンガー・ゲーム』 The Hunger Games
- 2012年『ボーン・レガシー』 The Bourne Legacy
- 2012年『レッド・ドーン』 Red Dawn
- 2012年『ライフ・オブ・パイ/トラと漂流した227日』（アカデミー視覚効果賞受賞）Life of Pi
- 2012年『ジャンゴ 繋がれざる者』 Django Unchained
- 2013年『ゴースト・エージェント/R.I.P.D.』 R.I.P.D.
- 2013年『パーシー・ジャクソンとオリンポスの神々/魔の海』　Percy Jackson: Sea of Monsters
- 2013年『マチェーテ・キルズ』 Machete Kills
- 2013年『LIFE!』 The Secret Life of Walter Mitty
- 2014年『ニューヨーク冬物語』 Winter's Tale
- 2014年『300 〈スリーハンドレッド〉 〜帝国の進撃〜』 300: Rise of an Empire
- 2014年『X-MEN:フューチャー&パスト』 X-Men: Days of Future Past
- 2014年『タミー/Tammy』 Tammy
- 2014年『イントゥ・ザ・ストーム』 Into the Storm
- 2014年『セブンス・サン 魔使いの弟子』 Seventh Son
- 2015年『スポンジ・ボブ 海のみんなが世界を救Woo!』 The SpongeBob Movie: Sponge Out of Water
- 2018年『スレンダー・マン 奴を見たら、終わり（英語版）』 Slender Man
- 2019年『ヘルボーイ』 Hellboy
- 2019年『ジェクシー! スマホを変えただけなのに』 Jexi
- 2020年『デスペラードス -崖っぷち女子旅-』 Desperados
- 2021年『キングスマン:ファースト・エージェント』 The King's Man
- 2022年『RRR』

### テレビドラマ
- 2014年 - ザ・ラストシップ(シーズン1) The Last Ship
- 2015年～2017年 - ゲーム・オブ・スローンズ(シーズン5～7) Game of Thrones
- 2015年 - フィアー・ザ・ウォーキング・デッド Fear the Walking Dead
- 2017年 - ザ・ミスト（英語版） The Mist
- 2018年 - ウエストワールド(シーズン2) Westworld
- 2018年 - ロスト・イン・スペース(シーズン1)[17] Lost in Space
- 2018年 - X-ファイル (シーズン11) The X-Files
- 2019年 - ザ・ボーイズ(シーズン1より) The Boys
- 2019年 - カーニバル・ロウ Carnival Row